# 蕃族調查報告書
《蕃族調查報告書》於大正四年（1915年）由台灣總督府臨時台灣舊慣調查會所出版。本報告書分為五卷，共八冊，由該會補助委員河野喜六於明治四十五年（1912年）七月著手調查，至大正二年（1913年）十一月結束，並於四年（1915年）三月發行。

## 概要
1901年，台灣總督府組成了“臨時台灣舊慣調查會”，旨在系統調查日本殖民政府從滿清政府接收的台灣地區習俗。這項機構最初專注於漢族社群的傳統慣習，其成果為後續研究奠定了基礎。
隨著1909年漢人調查接近完成，調查會擴大工作至台灣原住民群體，並設立專責的「蕃族科」。在核心人員如小島由道、平井又八、河野喜六和佐山融吉的領導下，該部門展開了為期十年的田野調查，累計出版了二十七本報告及圖譜。
其中，佐山融吉編輯的《蕃族調查報告書》八卷聚焦於原住民物質文化、生活慣習及社會結構。本系列著作採用了人類學田野方法，強調深入地方社群、學習當地語言等實踐，其時間點早於西方同類研究。
調查設計嚴謹，以日本民法架構為參照，致力於解析台灣各族社會性質與法律觀念。這些成果旨在為殖民地特別法立法提供依據，推動基於本地習俗的法理研究。